# Bistum Wukari
Das Bistum Wukari ist eine in Nigeria gelegene römisch-katholische Diözese mit Sitz in Wukari.

## Geschichte
Das Bistum Wukari wurde am 14. Dezember 2022 durch Papst Franziskus aus Gebietsabtretungen des Bistums Jalingo errichtet und dem Erzbistum Jos als Suffraganbistum unterstellt. Erster Bischof wurde Mark Maigida Nzukwein.
Das Bistum Wukari umfasst Teile des Bundesstaates Taraba.